# Devario devario
Devario devario es una especie de peces de la familia de los Cyprinidae en el orden de los Cypriniformes.

## Morfología
Los machos pueden llegar alcanzar los 10 cm de longitud total.

## Hábitat
Es un pez de agua dulce.

## Distribución geográfica
Se encuentra en las cuencas de los ríos Bagmati, Godavari, Indo, Kabul, Kosi y
Krishná (Pakistán, India, Nepal, Bangladés y Afganistán).